# Strzyżak sarni
Strzyżak sarni, strzyżak jelenica (Lipoptena cervi) – gatunek owada z rodziny narzępikowatych, rzędu muchówek. Pospolicie występuje na obszarach o klimacie umiarkowanym w Europie, północnych Chinach i na Syberii, został także zaintrodukowany do Ameryki Północnej.

## Charakterystyka

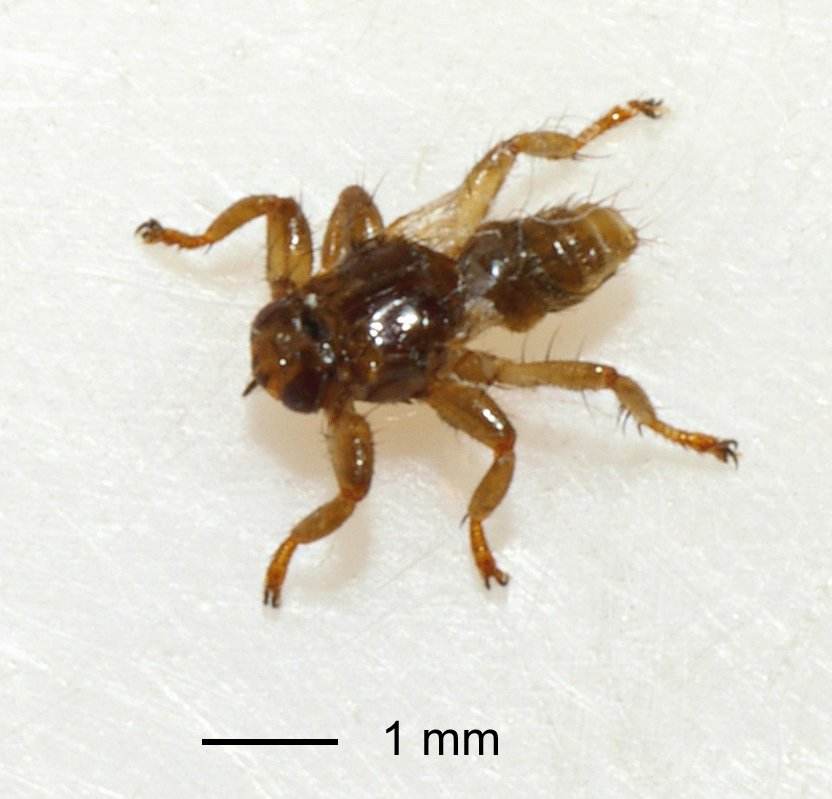
Strzyżak sarni z odrzuconymi skrzydłami

Ciało długości od 5 do 6 mm, barwy brunatnej. Szeroka głowa ma małe oczy, wyraźnie szerszą niż dłuższą płytkę śródcieminiową, trzykrotnie szerszą niż dłuższą płytkę zacieminiową oraz 2-3 długie szczecinki boczne i jedną tylnokątową na parafrontaliach. Głaszczki szczękowe tak długie jak przód głowy. Tułów gęsto oszczeciniony. Śródplecze ze szwem ciągnącym się od środka po tarczkę i 15-18 szczecinkami środkowo-bocznymi. Płaty przedpiersia z kolcami w przedniej ponad ½ do ⅔ długości. Na tarczce 6 do 8 długich szczecinek. Skrzydła długości od 5,5 do 6 mm każde, są odrzucane po znalezieniu żywiciela. Samica ma trzeci tergit odwłoka znacznie mniejszy niż piąty i czwarty.
Pasożytuje na sarnach, jeleniach i łosiach, żywiąc się ich krwią. Po odnalezieniu żywiciela odrzuca skrzydła, a zapłodnione samice wydają na świat w futrze żywiciela larwę.
Nie rozmnaża się na człowieku, jego ugryzienia są często początkowo niezauważalne, lecz mogą być dotkliwe i wywoływać reakcję alergiczną. Powstająca u człowieka po ukąszeniu na skórze swędząca grudka może utrzymywać się przez dłuższy czas, przeważnie 2-3 tygodnie, czasami do jednego roku. U części osób ukąszenie prowadzić może po pewnym czasie do wtórnej reakcji alergicznej i utrzymujących się kilka miesięcy silnie swędzących, rumieniowych zmian skóry.